# Бабушкинское сельское поселение
Сельское поселение Бабушкинское — сельское поселение в составе Бабушкинского района Вологодской области.
Административный центр — село имени Бабушкина.

## География
Расположено на северо-западе района. Граничит:
- на северо-востоке — с Тимановским сельским поселением,
- на юго-востоке — с Миньковским сельским поселением,
- на юго-западе, западе и севере — с Тотемским районом.

## История

В 2016 году к Бабушкинскому сельскому поселению было присоединено Демьяновское

В 1999 году был утверждён список населённых пунктов Вологодской области. Согласно этому списку существовали:
- Бабушкинский сельсовет, состоящий из одного села имени Бабушкина,
- Леденьгский сельсовет с центром Юрманга, включавший 7 населённых пунктов[2].

4 декабря 2000 года часть села имени Бабушкина присоединена к посёлку Юрманга Леденьгского сельсовета, с сохранением наименования объединенного населенного пункта — посёлок Юрманга.
1 января 2006 года в соответствии с Федеральным законом № 131 «Об общих принципах организации местного самоуправления в Российской Федерации» образовано Бабушкинское сельское поселение, в его состав вошли Бабушкинский, Леденьгский сельсоветы.
30 марта 2016 года Бабушкинское и Демьяновское сельские поселения были объединены в сельское поселение Бабушкинское с центром в селе имени Бабушкина.

## Население
| 2011  | 2012  | 2013  | 2014  | 2015  | 2016  | 2017  |
| ----- | ----- | ----- | ----- | ----- | ----- | ----- |
| 4503  | ↘4418 | ↘4397 | ↗4412 | ↘4395 | ↗4423 | ↗4881 |
| 2018  | 2019  | 2020  | 2021  |       |       |       |
| ↘4832 | ↘4788 | ↘4759 | ↘4550 |       |       |       |

## Состав сельского поселения
| №  | Населённый пункт     | Тип населённого пункта       | Население |
| -- | -------------------- | ---------------------------- | --------- |
| 1  | Аксёново             | деревня                      | 9         |
| 2  | Большой Двор         | деревня                      | 37        |
| 3  | Демьяновский Погост  | деревня                      | 218       |
| 4  | Зеленик              | деревня                      | 14        |
| 5  | Климовская           | деревня                      | 5         |
| 6  | Ковшево              | деревня                      | 0         |
| 7  | Коровенская          | деревня                      | 0         |
| 8  | Королиха             | деревня                      | 0         |
| 9  | Косиково             | деревня                      | 149       |
| 10 | Леденьга             | посёлок                      | 23        |
| 11 | Лодочная             | деревня                      | 9         |
| 12 | Митино               | деревня                      | 0         |
| 13 | Подгорная            | деревня                      | 10        |
| 14 | Починок              | деревня                      | 20        |
| 15 | Село имени Бабушкина | село, административный центр | ↘3842     |
| 16 | Стари                | деревня                      | 0         |
| 17 | Тарабукино           | деревня                      | 12        |
| 18 | Тупаново             | деревня                      | 0         |
| 19 | Юрманга              | посёлок                      | 469       |

### Упразднённые населённые пункты
В 2020 году упразднены деревни Антоново, Дьяково и Княжево.

## Экономика
Основные предприятия: санаторий «Леденгск», ОАО «Бабушкинолесторг», МУЗ «Бабушкинская ЦРБ», Райпотребсоюз, ООО «Мостовик», Бабушкинский сельлесхоз, ООО «Леденьга», СПК (колхоз) «Демьяновский», цеха по переработке древесины и др.
На территории поселения расположены центральная районная больница, 3 ФАПа, аптека и аптечный пункт, 2 школы, 2 детских сада, 3 отделения связи, районный Дом культуры, 4 библиотеки, музей, детская музыкальная школа, Спасская церковь, детский дом.
Ежегодно в июне в деревне Косиково проводится народное гуляние «Заговенская».